# آتنا کریسمس را نجات می‌دهد
آتنا کریسمس را نجات می‌دهد (به انگلیسی: Athena Saves Christmas) یک فیلم ماجراجویی، کمدی و خانوادگی کانادایی آماده اکران به کارگردانی و نویسندگی جاش وبر با بازی پکستون کوبیتز، کایلی مارشال، سانتیاگو رامیرز و کوبا گودینگ جونیور است.

## داستان
ساموئل و دوستانش به همراه سگ مورد اعتمادش آتنا باید به ماجراجویی بروند و با یک رئیس اوباش هماهنگ کنند تا معماهای اسکار را حل کنند تا به آتنا کمک کنند کریسمس را برای کل شهر نجات دهد.